# Krivtsove (Crimea)
|  | Per a altres significats, vegeu «Krivtsovo». |

Krivtsove (en (ucraïnès): Кривцове) és un poble de la República Autònoma de Crimea a Ucraïna, que el 2014 tenia vuit habitants. Pertany al districte de Bilogorsk.